# Блокада Београда (књига)
Блокада Београда: 123 недеље блокаде је ново проширено и допуњено издање књига Блокада 011 из 1992. и 100 недеља блокаде из 1994. године, коју је написао Момо Капор, објављена 2001. године у издању издавачке куће "Зограф" из Ниша.

## О аутору
Момчило Момо Капор (Сарајево, 3. април 1937 - Београд, 3. март 2010) је био српски романсијер, сликар и писац кратких прича. Године 1961. је дипломирао сликарство на Академији ликовних уметности у Београду. Писао је романе, приче, као и филмске и телевизијске сценарије. По његовим романима снимљено је неколико филмова. Сам је илустровао своје књиге, негујући посебан лирски цртачки стил. Дела су му превођена на француски, немачки, пољски, чешки, бугарски, мађарски, словеначки и шведски језик.
Био је редовни члан Академије наука и умјетности Републике Српске.

## О делу
Књига Блокада Београда је хроника од сто двадесет и три недеље блокаде Београда и чутаве Србије, коју је Капор исписивао у Политици, од 1992. до 1994. године. У свим тим колумнама главни јунак је јединствени и неуништиви дух Београда у свим његовим облицима, који се смехом иронијом, одрицањем и храброшћу и инатом супротставио најсвирепијој од свих блокада, којима је био изложен у својој двехиљадугодишњој историји.
Блокада Београда је дело о Београду, као и о свему другом: о надањима и радостима, тугама, љубавима, срећама и несрећама, заправо о свему што је у једном тешком времену чинило свакодневицу Београда.
У једној од прича у књизи Капор о блокадама каже:
| „ | Откако знам за себе живим у блокадама! Мислим да другачије не бих ни умео. У срећним земљама умирем од досаде; благостање ми је ненормална појава. Једна блокада више, не мари - издржаћу! Ко нас до сада није све блокирао! Најпре, Немци, па браћа Руси, па Американци, па поново Руси, па Руси и Американци, заједно. Сада, Немци, то јест Европљани. Пардон. У међувремену, држали смо сами себе под блокадом. Нико тако солидно не уме да нас заблокира као ми сами. Лакше бих издржао три западне и три источне блокаде од оне домаће...Кад те заплокира Запад, на пример, он ти дозвољава да будеш тужан, да се жалиш, цвилиш и буниш. Када су нас блокирали наши, морали смо при том да изгледамо богзна како срећни и да певамо масовне песме, да аплаудирамо и дочекујемо са заставицама од хартије неке белосветске будале. Под страном блокадом, човек је могао да се малчице одмори од домаће, јер је тада попуштала...Мислим да су Срби прваци света у издржавању блокада!. | ” |